# クロル舞
クロル 舞（クロル まい、1994年2月19日 - ）は、テレビ山口 (tys) のアナウンサー。

## 来歴
神奈川県横浜市出身。日本人とドイツ人のハーフで、ドイツ語・英語・日本語の3か国語を話せる。過去には韓国語も特技に挙げていたことがある。
東京横浜独逸学園を卒業後、慶應義塾大学環境情報学部に進学。慶應義塾大学在学中、2014年度の「FRESH CAMPUS CONTEST」で「RUMOR fashion賞」を獲得。そして2015年には「ミス・ワールド・ジャパン」に出場し、日本大会ファイナリストの1人に選ばれた。
大学を卒業後、2018年にテレビ山口にアナウンサーとして入社。

## 現在の出演番組
- 大好き！やまぐち
- 私たちのまち山口（日曜、11:40 - 11:45）
- tysニュース（主に水曜日昼）
- mix - リポーター
- THE TIME,（TBS）- 「列島リアルタイム中継」山口県担当キャスター

## 過去の出演番組
- ちぐスマ!
- tysニュースタイム
- サタデーマガジン
- 西乃風ブラン堂（MBS）
- ラヴィット!（TBS、2024年4月23日）